# Nimega
Nimega (en neerlandés: Nijmegen [ˈnɛi̯.ˌmeː.ɣə(n)ⓘ], aprox. néimejen) es una ciudad y un municipio de los Países Bajos, la mayor ciudad de la provincia de Güeldres, localizada al este del país y muy próxima a la frontera con Alemania. El río Waal (uno de los brazos del río Rin en los Países Bajos) la limita por el norte. La ciudad fue premiada con el título Capital Verde Europea en 2018.

## Historia
Nimega es la ciudad más antigua de los Países Bajos. Los restos arqueológicos hallados en el lugar indican que ya antes del primer milenio los bátavos estaban instalados allí y, más adelante, los romanos construyeron un asentamiento (con el nombre de Ulpia Noviomagus Batavorum) alrededor del s. II d. C. En el año 2005 se cumplieron 2000 años de su existencia.
Formó parte del Ducado de Güeldres, anexionado en 1543 a los Países Bajos de los Habsburgo. Durante la guerra de los Ochenta Años, fue ocupada por los neerlandeses el 21 de octubre de 1591.
En 1678-1679 se firmaron en ella los Tratados de Nimega, que perjudicaron los intereses europeos de la España de Carlos II frente a los de Luis XIV de Francia. Durante la Segunda Guerra Mundial, y debido a su emplazamiento estratégico y su cercanía con Alemania, Nimega fue la primera ciudad de los Países Bajos en ser invadida por las tropas nazis. Más adelante, las tropas aliadas bombardearon Nimega, creyendo que atacaban la ciudad alemana de Cléveris. Gran parte del centro de la ciudad quedó destruido.
Fue el centro de la Operación Market Garden, la mayor operación aerotransportada de la guerra.
Nimega fue conocida desde la década de 1960 como la ciudad roja y La Habana del Waal. Todavía en la década de 1990 Frits Bolkestein se refería a Nimega como Marxograd en el Waal. De 2002 a 2006 el gobierno local estuvo formado exclusivamente por partidos de izquierda (socialdemócratas, socialistas y verdes). Desde 2010 el alcalde es el democristiano Hubert Bruls (CDA), y forma el consejo de gobierno una coalición de los socialistas del SP, la Izquierda Verde, los socialdemócratas del PvdA y los independientes del Grupo de Nimega.

## Cultura
Esta ciudad es conocida entre los neerlandeses fundamentalmente debido a la Vierdaagse, una marcha celebrada anualmente durante cuatro días en la que participan miles de caminantes. La vierdaagse asegura a la ciudad una gran afluencia de turistas y un gran beneficio tanto económico como cultural. Varios edificios destacan por su importancia artística, como por ejemplo la iglesia protestante St. Stevenskerk, la Escuela de Latín o el Valkhof (localización que a lo largo de la historia albergó un fuerte bátavo, varias obras de ingeniería romanas y un palacio de Carlomagno). Cabe mencionar también el museo Valkhof, que expone una combinación de arte antiguo y moderno.

## Galería

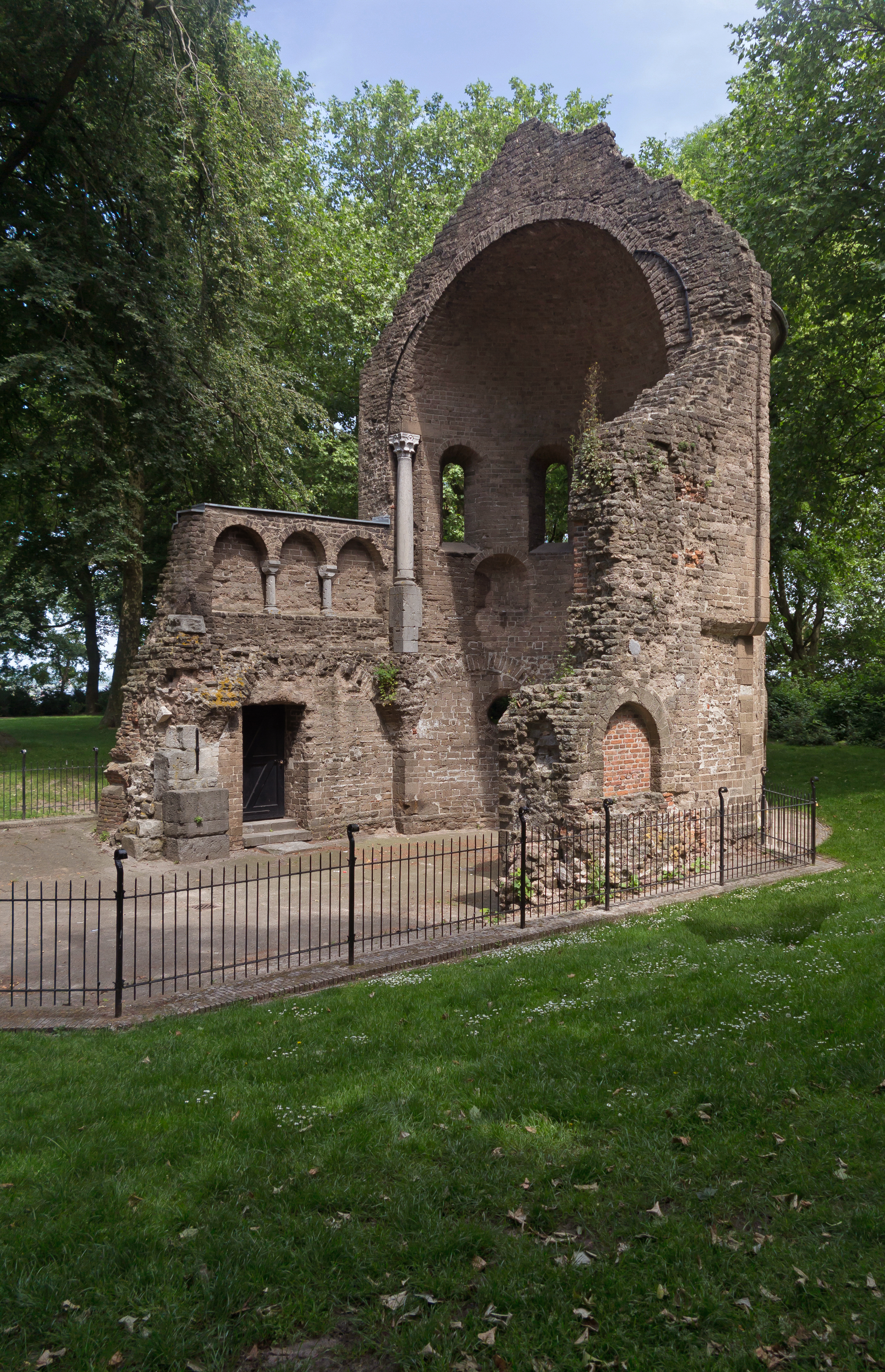
Ruinas de la carolingia capilla Barbarossa
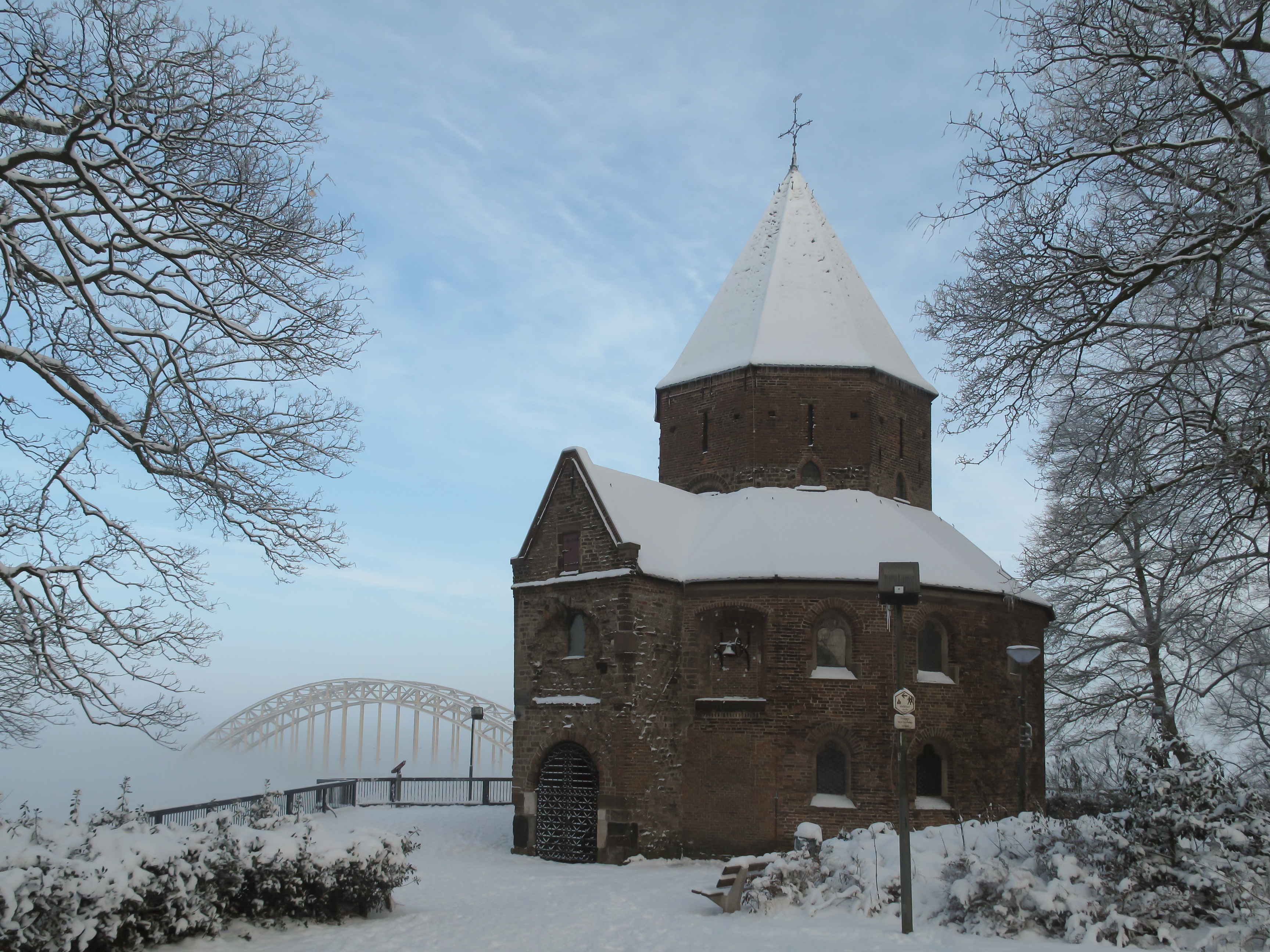
La capilla: la Valkhofkapel
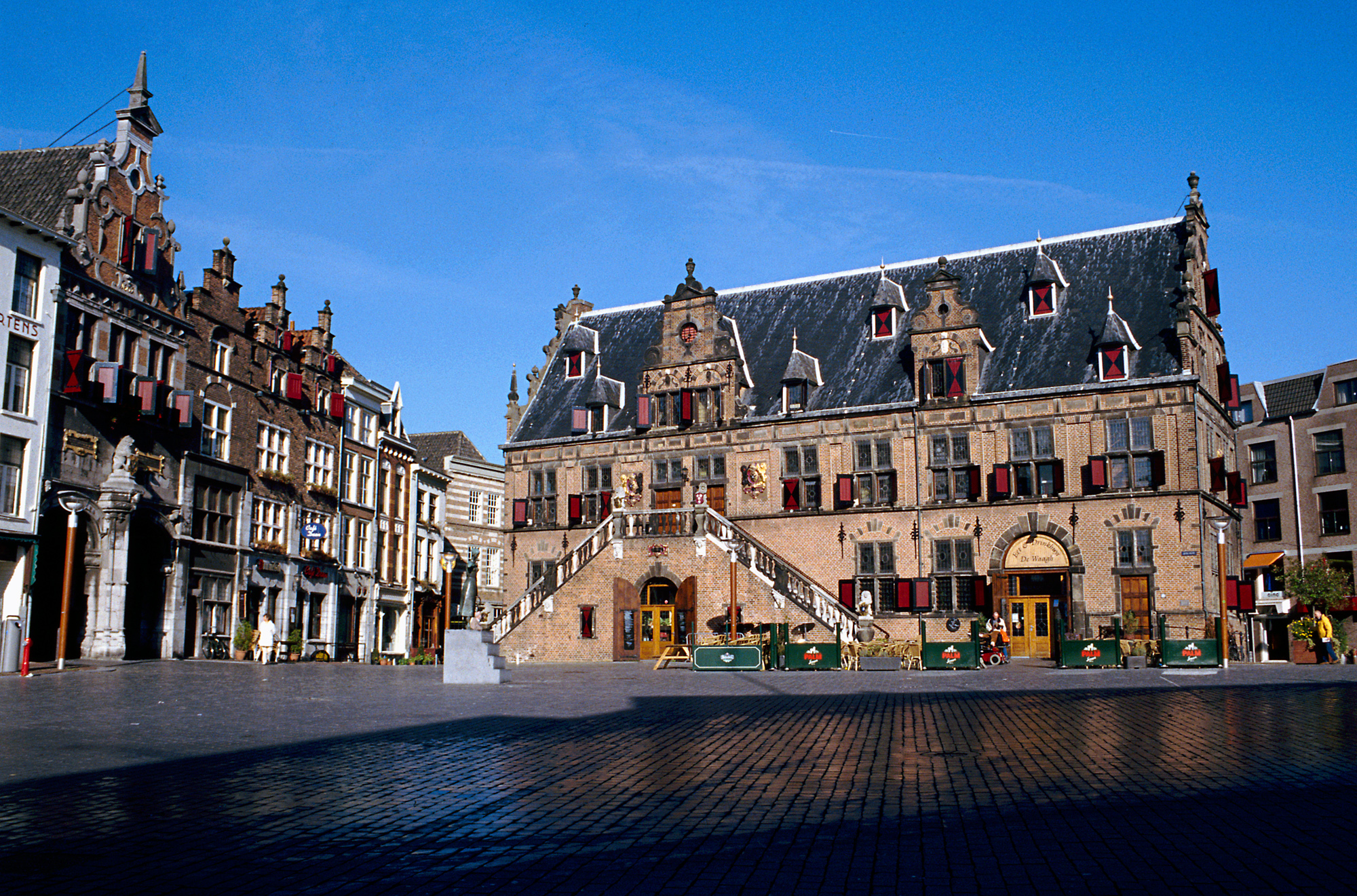
Plaza del Gran Mercado
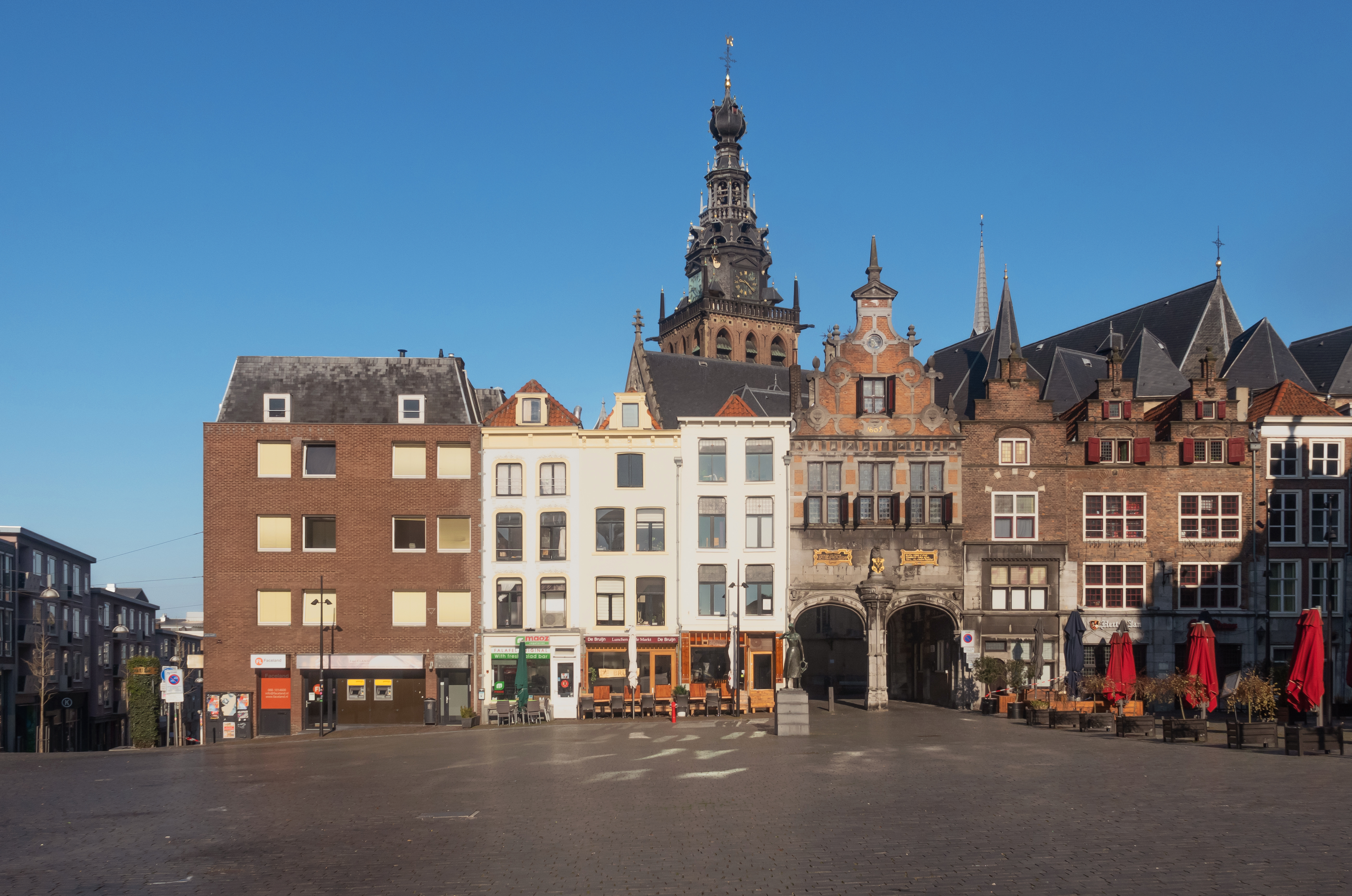
El arco de la iglesia de San Esteban a la plaza del mercado
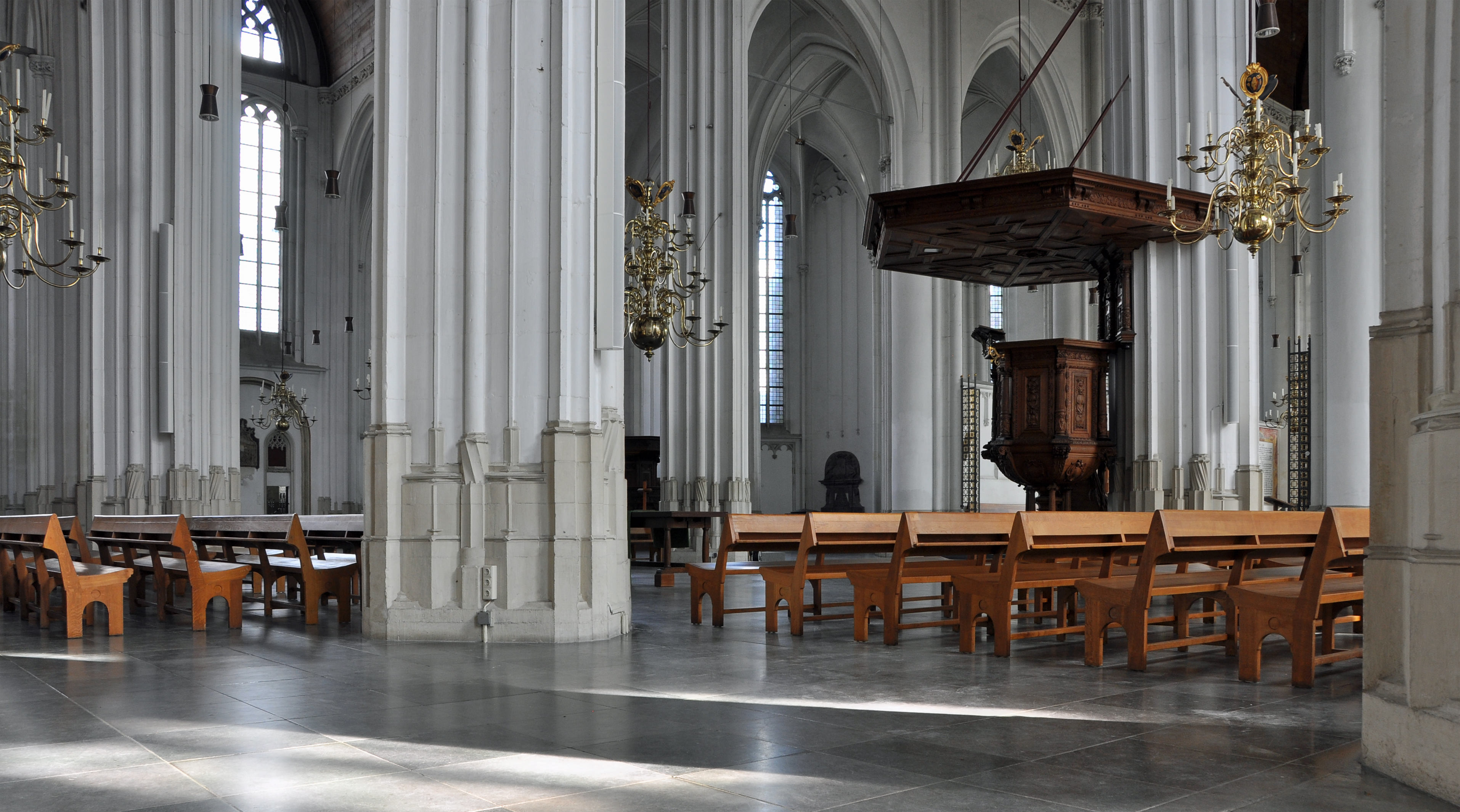
Interior de la Grote of Sint-Stevenskerk, o Iglesia grande de San Esteban
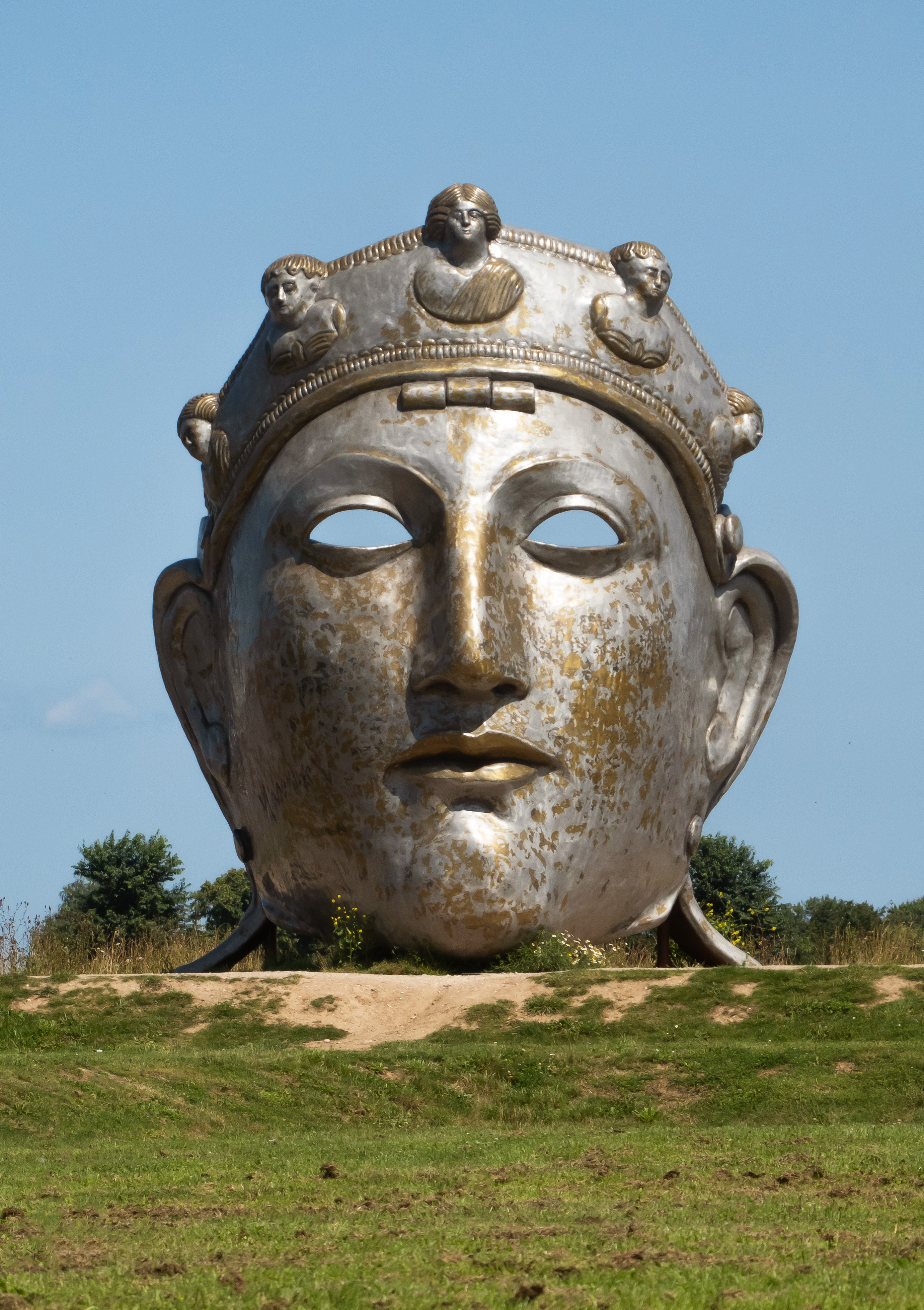
La escultura: het Gezicht van Nijmegen (el Rostro de Nimega)
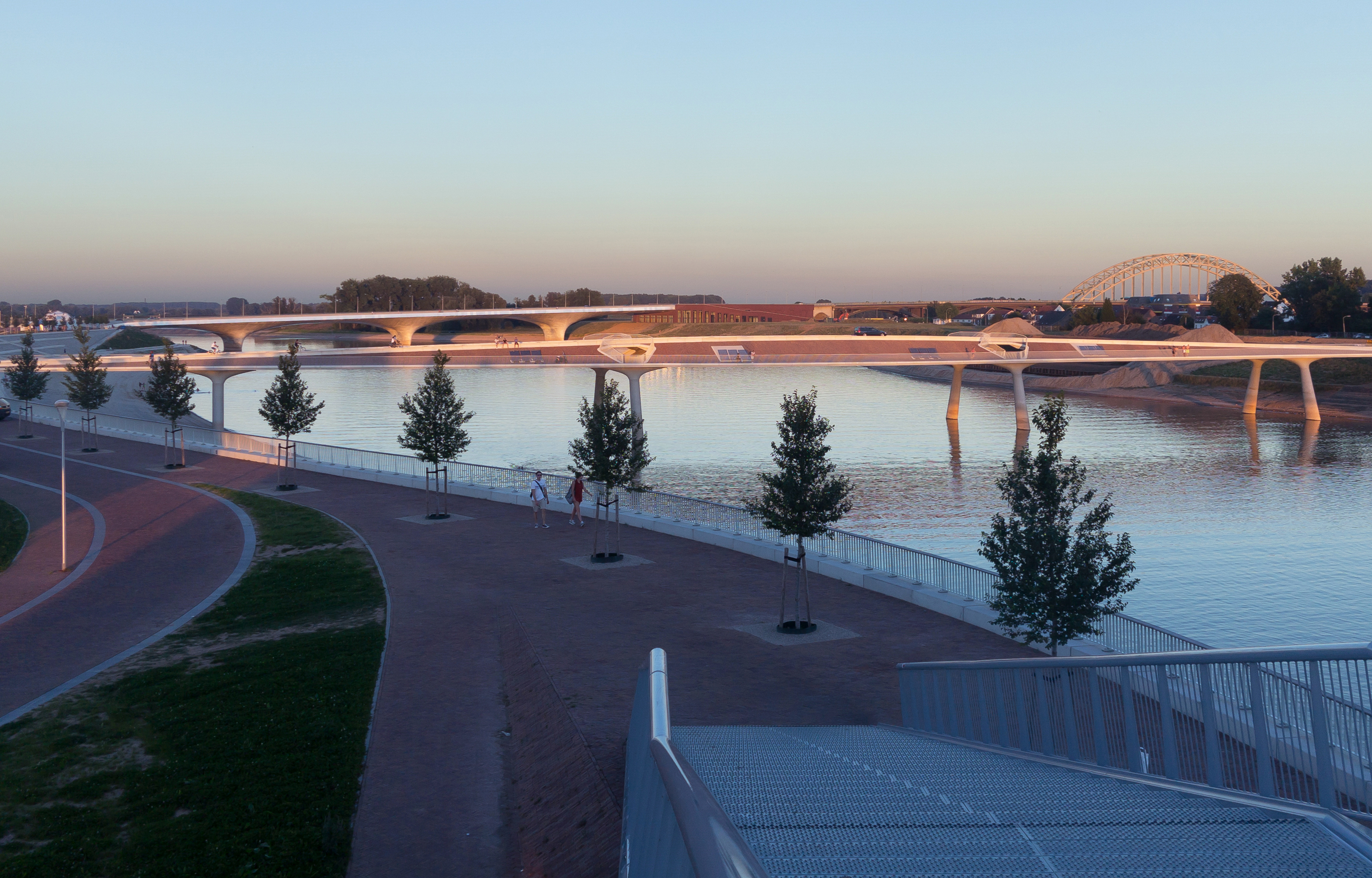
El puente: el Waalbrug (el nuevo estilo)
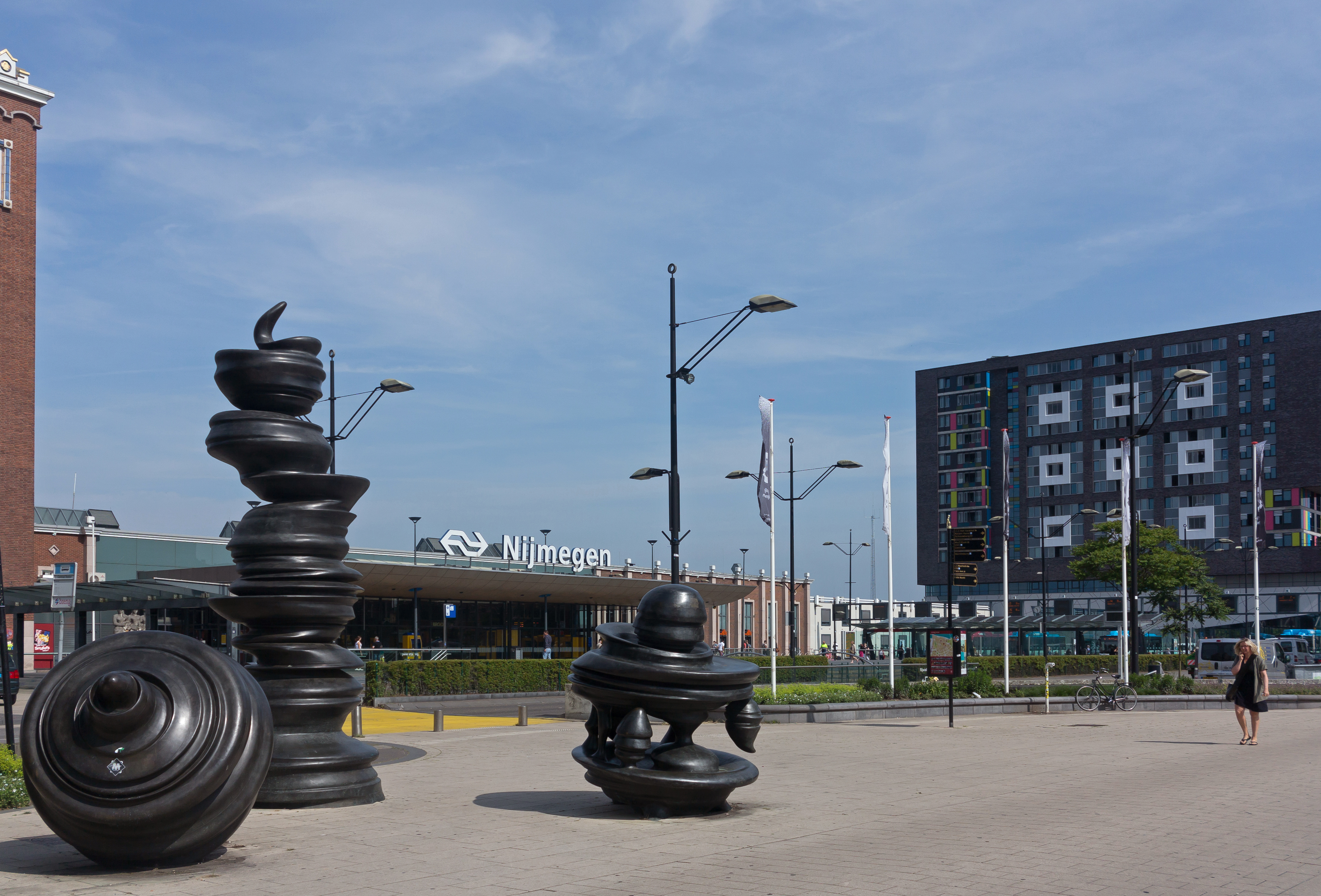
La escultura sin nombre de Tony Cragg

## Educación
|  | Universidad                   | Fundación | Acrónimo    | Tipo                         |
|  | ----------------------------- | --------- | ----------- | ---------------------------- |
|  | Universidad Radboud de Nimega | 1923      | RU Nijmegen | Universidad pública católica |

## Deportes
| Equipo       | Deporte | Competición | Estadio              | Creación |
| ------------ | ------- | ----------- | -------------------- | -------- |
| NEC Nijmegen | Fútbol  | Eredivisie  | McDOS Goffertstadion | 1900     |

## Nimegianos célebres

### Nacidos en Nimega
- Enrique VI del Sacro Imperio Romano Germánico, emperador.
- Pedro Canisio, santo católico jesuita.
- Titus Brandsma, sacerdote y beato.
- Hermanos Limbourg, pintores.
- Otto Marseus van Schrieck, pintor.
- Gerard de Jode, grabador y cartógrafo.
- Cornelis Krayenhoff, militar e ingeniero hidráulico, ministro de guerra de la República de Batavia.
- Theodorus Frederik van Capellen, contraalmirante.
- Joris Ivens, cineasta.
- Carlos Javier de Borbón-Parma, duque de Parma.
- Alex y Eddie Van Halen, músicos.
- Amira Willighagen, cantante.
- Joost van Leijen, ciclista.
- Jasper Cillessen, futbolista.
- Gerard Noodt, profesor universitario y escritor.
- Clan of Xymox, banda de música Dark Wave y de Rock Gótico.